# Lenição
A lenição é um processo de metaplasmo que consiste na transformação de um som final oclusivo para uma forma mais fraca. Juntamente com a assimilação, é uma das fontes primárias para o estudo das mudanças históricas dos idiomas ao longo do tempo.
O termo é originário do latim lenis, que significa "fraco". Esse "enfraquecimento" pode ocorrer de muitas maneiras. Uma delas é a sonorização de uma consoante surda (ex. t → d), fricção ([+contínuo]) de uma oclusiva (ex. b → β), etc.
Um exemplo de lenição é a evolução da palavra latina delicatus para delgado em português, através da substituição do traço [-sonoro] para [+sonoro] nos fonemas /k/ → /g/ e /t/ → /d/.